# Robert Kwasigroch
Robert Kwasigroch (* 26. Juni 2004 in Berlin) ist ein deutscher Fußballtorwart. Er steht aktuell beim katarischen Sportklub Al-Markhiya SC unter Vertrag.

## Karriere
Kwasigroch durchlief das Nachwuchsleistungszentrum von Hertha BSC und trat für den Berliner Verein in der B- und A-Junioren-Bundesliga an. Im April 2022 stand er, nominell noch in seinem ersten A-Jugend-Jahr, erstmals für die Zweite Mannschaft in der Regionalliga Nordost gegen den VfB Auerbach im Tor. In der Folgesaison bestritt er bereits 12 Spiele für die Hertha-Reserve, mit dem Übergang in den Herrenbereich erhielt er in der Saison 2023/2024 einen Stammplatz.
Am 17. September 2023 gab Kwasigroch sein Debüt in der Zweitligamannschaft, nachdem Tjark Ernst krankheitsbedingt ausfiel. Bei dem 3:0-Heimsieg gegen Eintracht Braunschweig blieb er ohne Gegentor.
Zur Saison 2024/25 wurde er für ein Jahr an Fortuna Düsseldorf verliehen.
Nach Beginn der Saison 2025/26 wechselte Kwasigroch nach Katar zum Al-Markhiya SC.